# هارفي تورنر
هارفي تورنر (بالإنجليزية: Harvey Turner)‏ هو  نيوزيلندي، ولد في 1889 في أوكلاند في نيوزيلندا، وتوفي في 31 ديسمبر 1983.